# Kubota
Pour les articles homonymes, voir Kubota (homonymie).
Kubota Corporation (株式会社クボタ, Kabushiki-kaisha kubota) est un constructeur japonais de tracteurs, d'engins de génie civil et d'équipements de travaux qui fait partie de l'indice TOPIX 100.

## Historique
Fondée à Osaka en 1890 par Gonshiro Kubota, la fonderie Oide (大出鋳造所, Ōide Chūzō-jo) produisait des pièces en métal coulées destinées aux équipements de pesage. À partir de 1897, l'entreprise prend le nom de « ferronnerie Kubota » (久保田鉄工所, Kubota tekkō-jo) et travaille alors sur des tuyaux en fonte ductile, des robinets-vannes et des prises d'incendie. Vingt ans plus tard, la production prend place dans la nouvelle usine d'Amagasaki, dans la préfecture de Hyōgo.
Le constructeur a annoncé le 4 décembre 2013 qu'il allait bâtir une usine d'assemblage de tracteurs en France, à Bierne, près du port de Dunkerque (Nord). Sous le nom d'entreprise Kubota Farm Machinery Europe S.A.S., l'usine a été inaugurée le 16 septembre 2016.

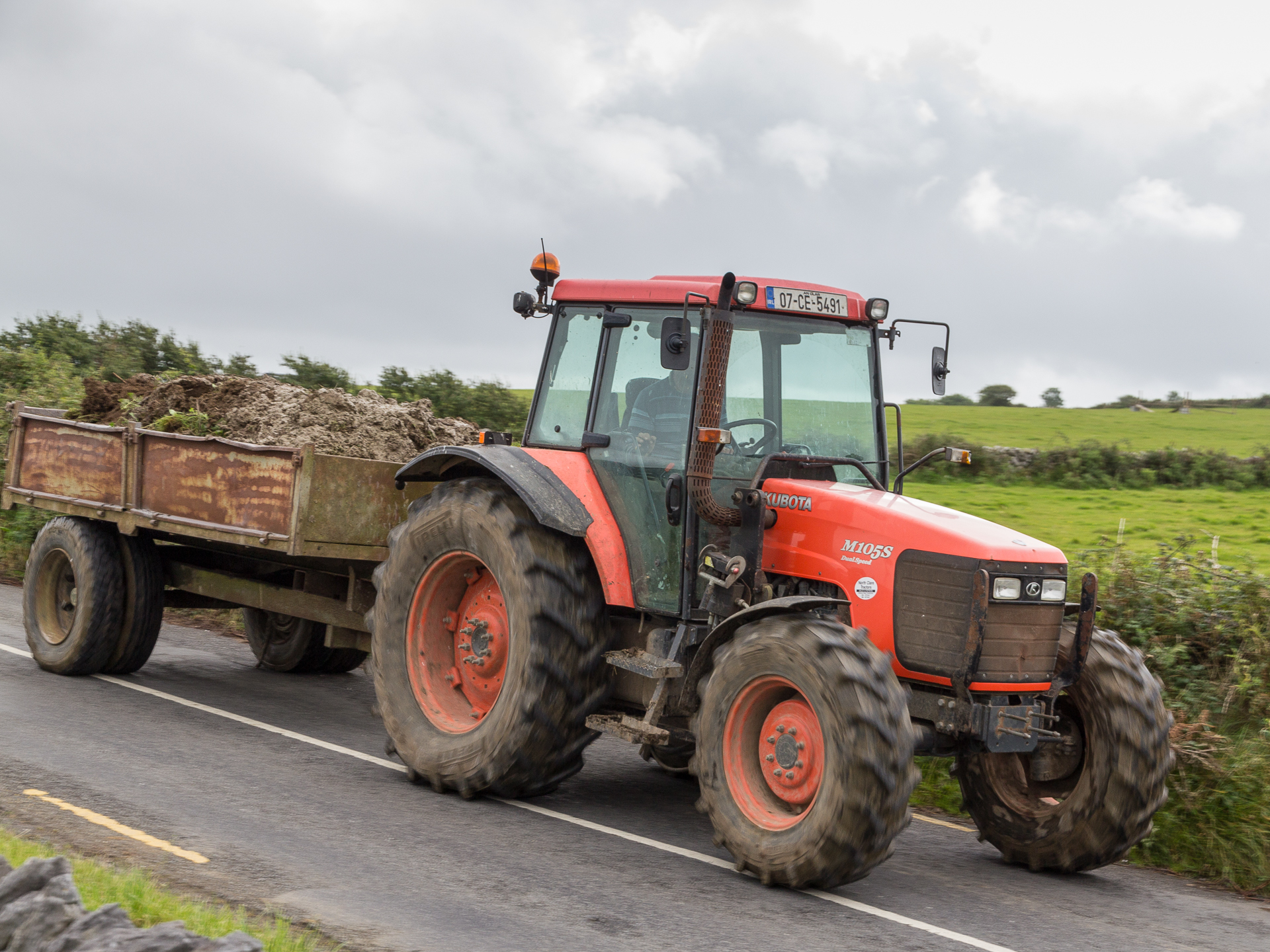
Kubota M105S en Irlande.
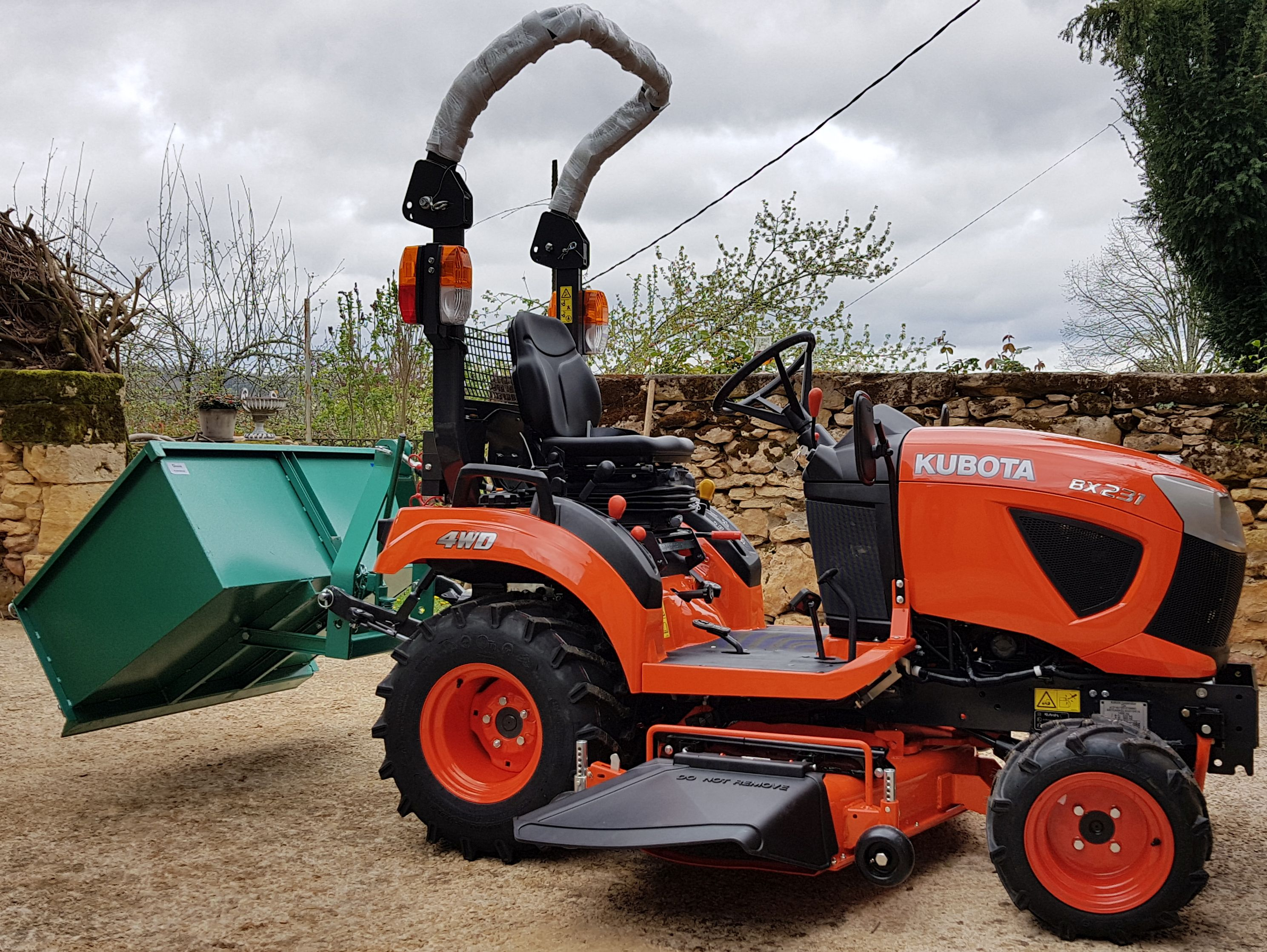
Kubota BX231D en France.
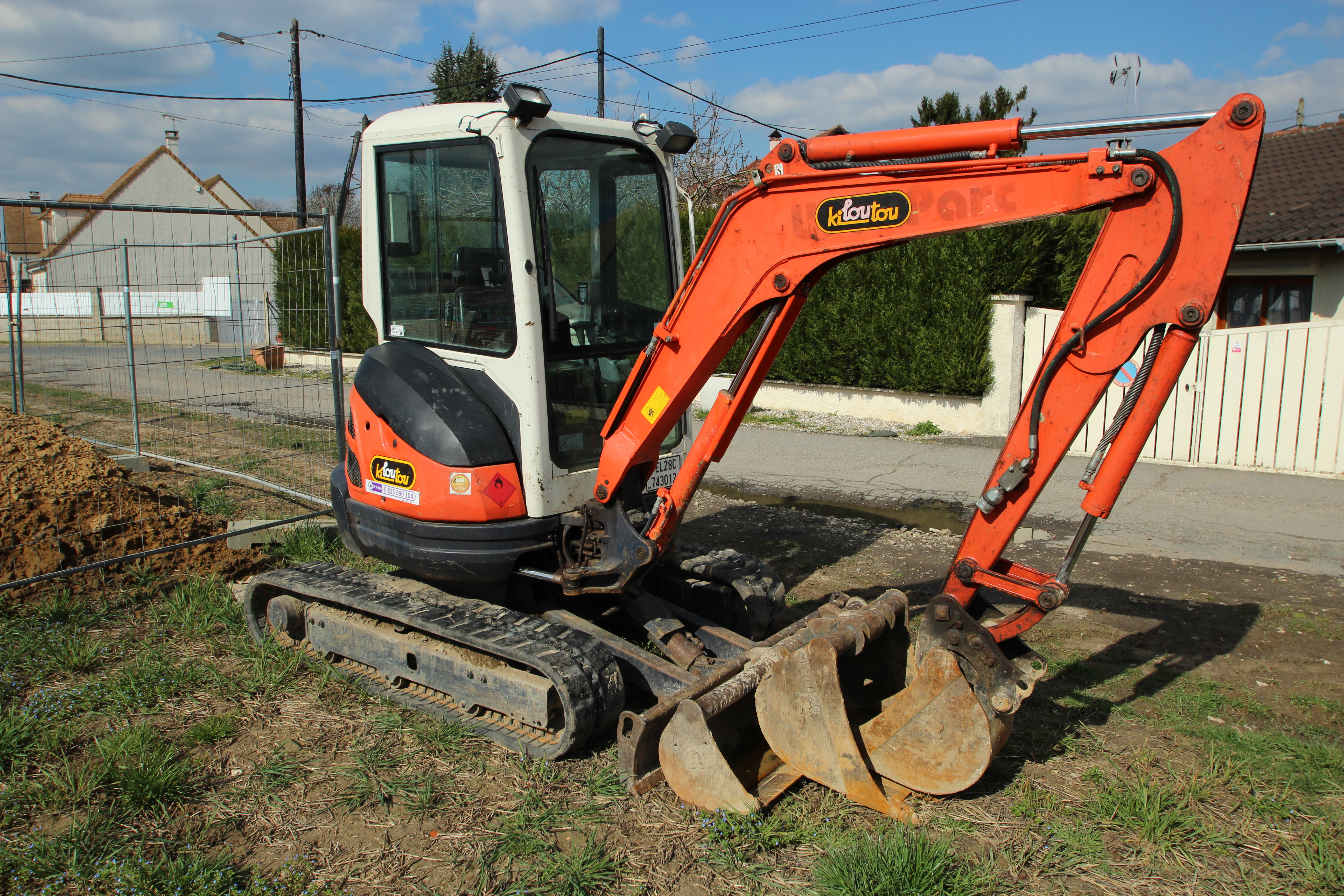
Pelleteuse Kubota à Gometz-le-Châtel.
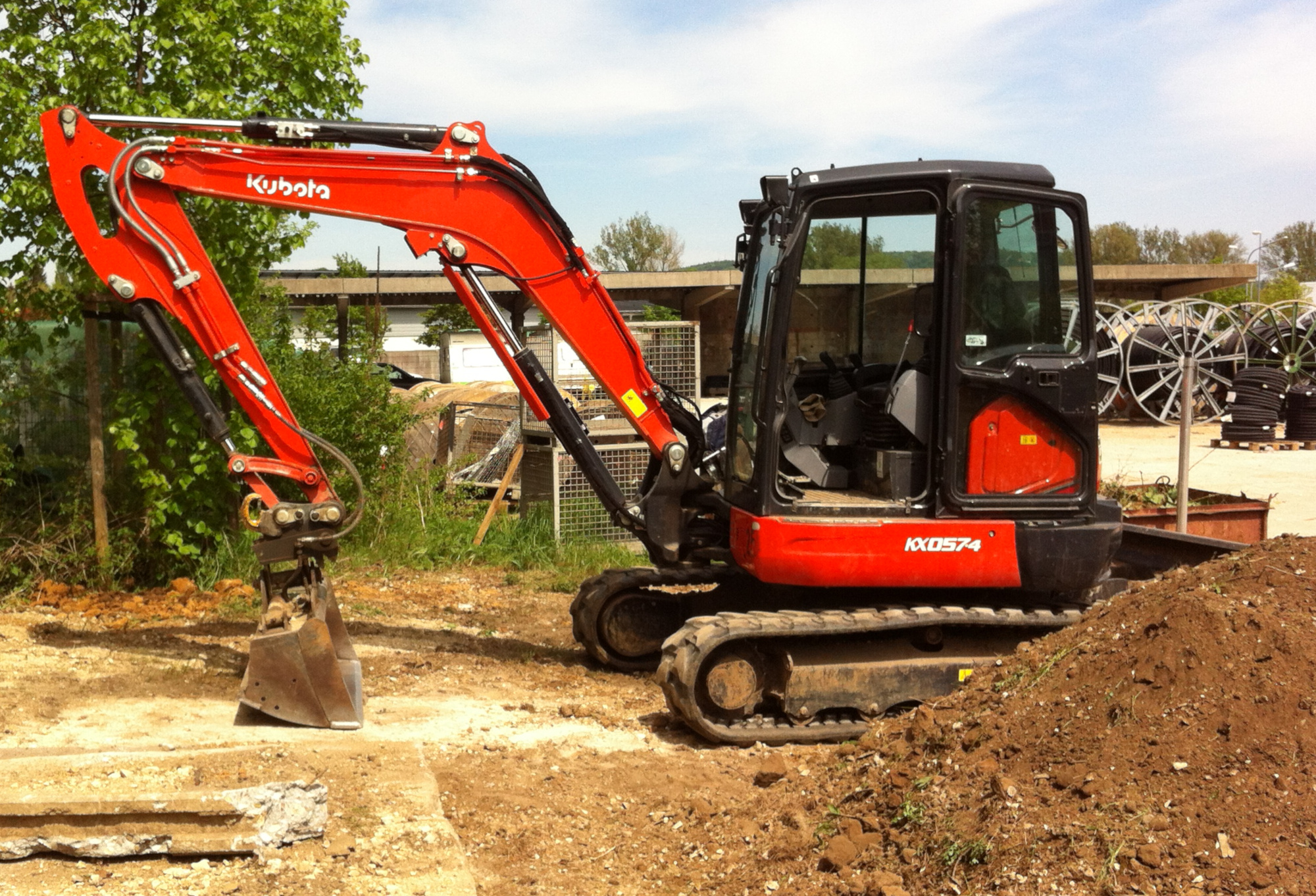
Kubota KX057-4.